# Cúp Liên đoàn bóng đá Pháp
Coupe de la Ligue (phát âm tiếng Pháp: [kup də la liɡ]), được biết đến bên ngoài Pháp là Cúp Liên đoàn bóng đá Pháp, là một giải đấu cúp loại trực tiếp ở bóng đá Pháp do Ligue de Football Professionnel tổ chức. Giải đấu được thành lập vào 1993 và không như Cúp bóng đá Pháp, giải chỉ dành cho các câu lạc bộ chuyên nghiệp ở Pháp thi đấu ở ba hạng đấu bóng đá hàng đầu của quốc gia, mặc dù giải hạng ba không phải toàn chuyên nghiệp.
Đội bóng thành công nhất ở giải đấu là Paris Saint-Germain với 9 chức vô địch, bao gồm chức vô địch của lần tổ chức cuối cùng ở mùa giải 2019–20. LFP bầu quyết định hoãn giải đấu vô thời hạn để "giảm tải lịch thi đấu mùa giải".

## Các trận chung kết
| Năm  | Chung kết           | Chung kết      | Chung kết            | Sân vận động |
| ---- | ------------------- | -------------- | -------------------- | ------------ |
| Năm  | Vô địch             | Tỷ số          | Hạng nhì             | Sân vận động |
| 1982 | Laval               | 3-2            | Nancy                |              |
| 1984 | Laval               | 3-1            | AS Monaco            |              |
| 1986 | Metz                | 2-1            | Cannes               |              |
| 1991 | Reims               | 0-0, 4-3 (11m) | Niort                |              |
| 1992 | Montpellier         | 3-1            | Angers               |              |
| 1994 | Lens                | 3-2            | Montpellier          |              |
| 1995 | Paris Saint-Germain | 2-0            | Bastia               |              |
| 1996 | Metz                | 0-0, 5-4 (11m) | Olympique Lyonnais   |              |
| 1997 | Strasbourg          | 0-0, 7-6 (11m) | Bordeaux             |              |
| 1998 | Paris Saint-Germain | 2-2, 4-2 (11m) | Bordeaux             |              |
| 1999 | Lens                | 1-0            | Metz                 |              |
| 2000 | Gueugnon            | 2-0            | Paris Saint-Germain  |              |
| 2001 | Olympique Lyonnais  | 2-1            | AS Monaco            |              |
| 2002 | Bordeaux            | 3-0            | Lorient              |              |
| 2003 | AS Monaco           | 4-1            | Sochaux              |              |
| 2004 | Sochaux             | 1-1, 5-4 (11m) | Nantes               |              |
| 2005 | Strasbourg          | 2-1            | Caen                 |              |
| 2006 | AS Nancy            | 2-1            | Nice                 |              |
| 2007 | Bordeaux            | 1-0            | Olympique Lyonnais   |              |
| 2008 | Paris Saint-Germain | 2-1            | Lens                 |              |
| 2009 | Bordeaux            | 4-0            | Vannes               |              |
| 2010 | Olympique Marseille | 3-1            | Bordeaux             |              |
| 2011 | Olympique Marseille | 1-0            | Montpellier          |              |
| 2012 | Olympique Marseille | 1-0            | Olympique Lyonnais   |              |
| 2013 | Saint-Étienne       | 1-0            | Reims                |              |
| 2014 | Paris Saint-Germain | 2-1            | Olympique Lyonnais   |              |
| 2015 | Paris Saint-Germain | 4-0            | Bastia               |              |
| 2016 | Paris Saint-Germain | 2-1            | Lille                |              |
| 2017 | Paris Saint-Germain | 4-1            | AS Monaco            |              |
| 2018 | Paris Saint-Germain | 3-0            | AS Monaco            |              |
| 2019 | Strasbourg          | 0-0, 4-1 (11m) | En Avant de Guingamp |              |
| 2020 | Paris Saint-Germain | 0-0, 6-5 (11m) | Olympique Lyonnais   |              |

## Thống kê
| Câu lạc bộ           | Vô địch | Hạng nhì | Năm vô địch                                          | Năm vào chung kết            |
| -------------------- | ------- | -------- | ---------------------------------------------------- | ---------------------------- |
| Paris Saint-Germain  | 9       | 1        | 1995, 1998, 2008, 2014, 2015, 2016, 2017, 2018, 2020 | 2000                         |
| Bordeaux             | 3       | 3        | 2002, 2007, 2009                                     | 1997, 1998, 2010             |
| Olympique Marseille  | 3       | 0        | 2010, 2011, 2012                                     | —                            |
| Strasbourg           | 3       | 0        | 1997, 2005, 2019                                     | —                            |
| Olympique Lyonnais   | 1       | 5        | 2001                                                 | 1996, 2007, 2012, 2014, 2020 |
| AS Monaco            | 1       | 4        | 2003                                                 | 1984, 2001, 2017, 2018       |
| Metz                 | 1       | 1        | 1996                                                 | 1999                         |
| Lens                 | 1       | 1        | 1999                                                 | 2008                         |
| Sochaux              | 1       | 1        | 2004                                                 | 2003                         |
| Gueugnon             | 1       | 0        | 2000                                                 | —                            |
| Nancy                | 1       | 0        | 2006                                                 | —                            |
| Bastia               | 0       | 1        | —                                                    | 1995                         |
| Lorient              | 0       | 1        | —                                                    | 2002                         |
| Nantes               | 0       | 1        | —                                                    | 2004                         |
| Caen                 | 0       | 1        | —                                                    | 2005                         |
| Nice                 | 0       | 1        | —                                                    | 2006                         |
| Vannes               | 0       | 1        | —                                                    | 2009                         |
| Lille                | 0       | 1        | —                                                    | 2016                         |
| En Avant de Guingamp | 0       | 1        | —                                                    | 2019                         |